# ね〜PON?×らいPON!
『ね〜PON?×らいPON!』は、2007年8月31日にNavelとその姉妹ブランドLimeより共同発売されたアダルトゲームである。

## 概要
Navel4周年・姉妹ブランドLime1周年の併せて5周年を記念したお祭り企画の共同開発ソフト。ゲームの内容は、『SHUFFLE!』『Soul Link』のキャラクターの絵柄を使った「キャラじゃん」で対戦する脱衣麻雀。ただし、ポンジャンのような内容なので難易度が低く、複雑な操作を必要としない。両ブランドでお馴染みの原画家とゲスト原画家の描くヒロインたちに勝つと『SHUFFLE!』『Really? Really!』の壁紙（西又葵デザインキャラクターのみ）や『Soul Link』のアフターストーリーを楽しむことができる。
また、NavelとLimeのマスコットキャラクター、ネーブルガールズ（シトラス・ミネオラ・新加入のポンカン）・ライムガールズ（柑奈・橘香）が初めて声付きで登場する。また、ブランドキャラクターのデザイン（特にネーブルガールズ）は、本作に合わせて描き直されている。
2007年8月31日に-Limited Edition-が、同年9月14日に-Standard Edition-が発売された。

## 物語
ある時、主人公の少年が目覚めると彼は見たこともない不思議な世界にいた。元いた世界のこともどうして来たのかも覚えておらず、名前しか覚えていない主人公が突然の状況に戸惑っているところ、彼の前に不思議な姿の少女たちが現れる。少女たちの説明によると主人公はある記念の特別なお祭りに招かれたようであり、異世界での10日間、彼は衣服を巡って少女たちとゲームで勝負することになる。

## キャラクター

### キャンディハウス
キャラクター名は菓子の名称から。
マロン（声優：北都南）
容姿通り、幼く、子供っぽい。甘えん坊だが、結構腹黒い発言をする。
エクレア（声優：佐々留美子）
引っ込み思案で人見知りが激しい。そのため、好きになると純粋さから暴走しがち。
マドレーヌ（声優：久米川多慧）
このメンバーでは一番の年上でまとめ役を引き受ける。面倒見がよく、慕われる。
ティラミス（声優：安玖深音）
高貴な家柄出身のお嬢様。故に俗世間に疎く、とんでもないことを言って周りを混乱させることもある。

### フルーツパーティ
キャラクター名は果物の名称から。
花梨（かりん）（声優：木村あやか）
マイペースで独自の感覚・世界観を持つ。その発言は周りを混乱させる。恋愛話や性の話題に疎い。
玲貲（れいし）（声優：加賀ヒカル）
冷めていて尚且つけだるげな喋り方のナイスバディの姉的存在。性格は堅実であり、将来のこともよく考えている。
夏姫（なつめ）（声優：岩田由貴）
わがままで態度がでかく、生意気。しかし、好きな相手には従順さを見せる。いわゆるツンデレ属性。
林檎（りんご）（声優：涼森ちさと）
計算高い性格。勝ち負けが表情や態度ですぐ分かる。

### ミックスジュース
キャラクター名はソフトドリンクの名称から。
ココア（声優：姫香）
見た目の明るさと裏腹に皮肉屋で怒らせると怖い。
キャロット（声優：鈴田美夜子）
優しく、おっとりした雰囲気の少女。常に笑みを絶やさない。
ラムネ（声優：綾川りの）
寡黙でクール。女扱いを嫌い、男性を軽蔑する。性の話題にはウブで弱い。
レスカ（声優：秋月まい）
優しい真面目で何事にも一生懸命なドジッ娘。素直なのでよく周りからこき使われる。

### カクテルパーティ
キャラクター名はカクテルの名称から。
カルア（声優：理多）
甘えた声で無邪気に見える少女。しかし、たまに胸を突くことを一言言ったりする。
ラスティ（声優：紫華すみれ）
いたずらが大好きな少女。相手の弱みを探すなどのことに頭の回転が速い。かなりのトラブルメイカー。
ギムレット（声優：井村屋ほのか）
お酒が好きで妖艶な雰囲気で色気たっぷりの大人の女性。賭け事にものめりこみやすくだらしない。
杏露（しんるー）（声優：山本歩）
クソ真面目で自分・他人にも厳しく容赦がない。しかし、言われたことを信じ込みやすく、ラスティによくからかわれる。

### 娘々茶館
キャラクター名は第二次世界大戦時の航空機の名称（零戦・紫電・飛燕・ミーティア(英)・コメット(独)・サエッタ(伊)）から。
このメンバーのみ管理人がいない。
ゼロ（声優：海原エレナ）
「ゼロ」は渾名で本名は別にある。気の荒い男のようにぶっきらぼうでそっけない。義理人情に厚く、優しい一面もある。
シデン（声優：新堂真弓）
お嬢様で澄ました態度で高見の存在でそっけない。しかし、思い込みが凄まじく、妄想の世界に浸るとしばらく戻ってこられない。
ヒエン（声優：伏見陽佳）
面倒見が良く明るい。やや完璧主義者で細かい事によくこだわる。
ミーティア（声優：AYA）
容姿の割には男じみており、さっぱり豪快な性格。しかし、勝負には理性を失う負けず嫌い。
コメット（声優：白鳥みるく）
笑顔で平和的、不思議な雰囲気の少女。かなり頭のネジが飛んでおり、常識外れな大ボケをする。
サエッタ（声優：夢咲朱花）
気さくな姉御肌。誰とでも打ち解けやすいが、無茶な行動を起こすと、その破天荒さで周りを困惑させる。

### 管理人
キャラクター名は柑橘類の名称から。
彼女達は「キャラじゃん」には参加するが、Hシーンのある攻略対象ではない。しかしサービスシーンはある。
シトラス（声優：籐野らん）
キャンディハウスの管理人。ネーブルガールズの1人。
サービスシーンは、丸まって寝ているところを主人公に見られる。その際、パンツが丸見えに。
ミネオラ（声優：工藤隆子）
フルーツパーティの管理人。ネーブルガールズの1人。
サービスシーンは、着替え中の下着姿を主人公に見られる。
柑奈（かんな）（声優：温本茶奈）
ミックスジュースの管理人。プロローグでは説明も担当。ライムガールズの1人。
サービスシーンは、部屋の中が暑いと胸元を開いていたところ、胸の谷間を主人公に見られる。
橘香（きっか）（声優：河合春華）
カクテルパーティの管理人。プロローグでは説明も担当。ライムガールズの1人。
サービスシーンは、探し物をして四つん這い状態のところを後ろから主人公に見られる。パンツが丸見えに。

### ガイド役
キャラクター名は柑橘類の名称から。
ポンカン（声優：吉野なつき）
ゲームのルール等の説明や、主人公の案内役を担当。ネーブルガールズの1人。
公園内で子供と遊んでいた際、主人公の目の前で真聡にスカートを捲られ、白地にピンクのストライプパンティを晒される。
※管理人とガイド役のプロフィールの詳細は、Navelのブランドキャラクターを参照。

### その他
主人公（声優：1：海原エレナ2：小池竹蔵3：中澤アユム）
本作の男主人公。異世界に連れてこられ、ヒロイン達と勝負をする。出自やどうして選ばれたのかは不明。名前は自由に選べる。3種類の声優が担当し、キャラクターが微妙に異なる。
真聡（まさと）
Navel作品の常連端役。謎のスカートめくり少年。今回のキャラクターデザインは西又葵。彼に捲られる女性の下着（パンツ）はいつも縞々模様のものである。今回、捲られるのはポンカン。

## スタッフ
- 企画・デザイン:藤海琢樹
- シナリオ:藤海琢樹、王雀孫
- 原画:

西又葵（キャンディハウス）、羽純りお（カクテルパーティ）、奈月ここ（ミックスジュース）
《ゲスト》鈴平ひろ（フルーツパーティ）・天河慊人（シデン）・きみづか葵（サエッタ）・池上茜（ヒエン）・すぎやま現象（ゼロ）・成瀬守（ミーティア）・支倉ちあき（コメット）（娘々茶館）
- 音楽:アッチョリケ
- ムービー:I.F.O(XERO)

### 主題歌
- オープニングテーマ：女の子ファンタジー
作詞：藤海琢樹 作曲：アッチョリケ 編曲：アッチョリケ 歌：のみこ

- エンディングテーマ：夢色花火
作詞：藤海琢樹 作曲：アッチョリケ 編曲：アッチョリケ 歌：のみこ

## 関連商品
CD
主題歌『女の子ファンタジー』
<LACM-4432>  2007年9月26日ランティスより発売。
書籍
『ね〜PON?×らいPON! ビジュアルファンブック』
2007年12月22日発売。マックスより発売。

### カードゲーム
Lycee
シルバーブリッツのトレーディングカードゲーム、Lyceeに参戦している。収録エキスパンションは、Navel1.0など。